# Матара (Шри-Ланка)
Матара (синг. මාතර, там. மாத்தறை) — город в Шри-Ланке на южном побережье Южной провинции, в 160 км от Коломбо. Является основным коммерческим центром, а также административной столицей округа Матара. Город серьезно пострадал от землетрясения в Индийском океане 2004 года. Население города 68 000 человек, население агломерации 831 000 человек.

## Этимология

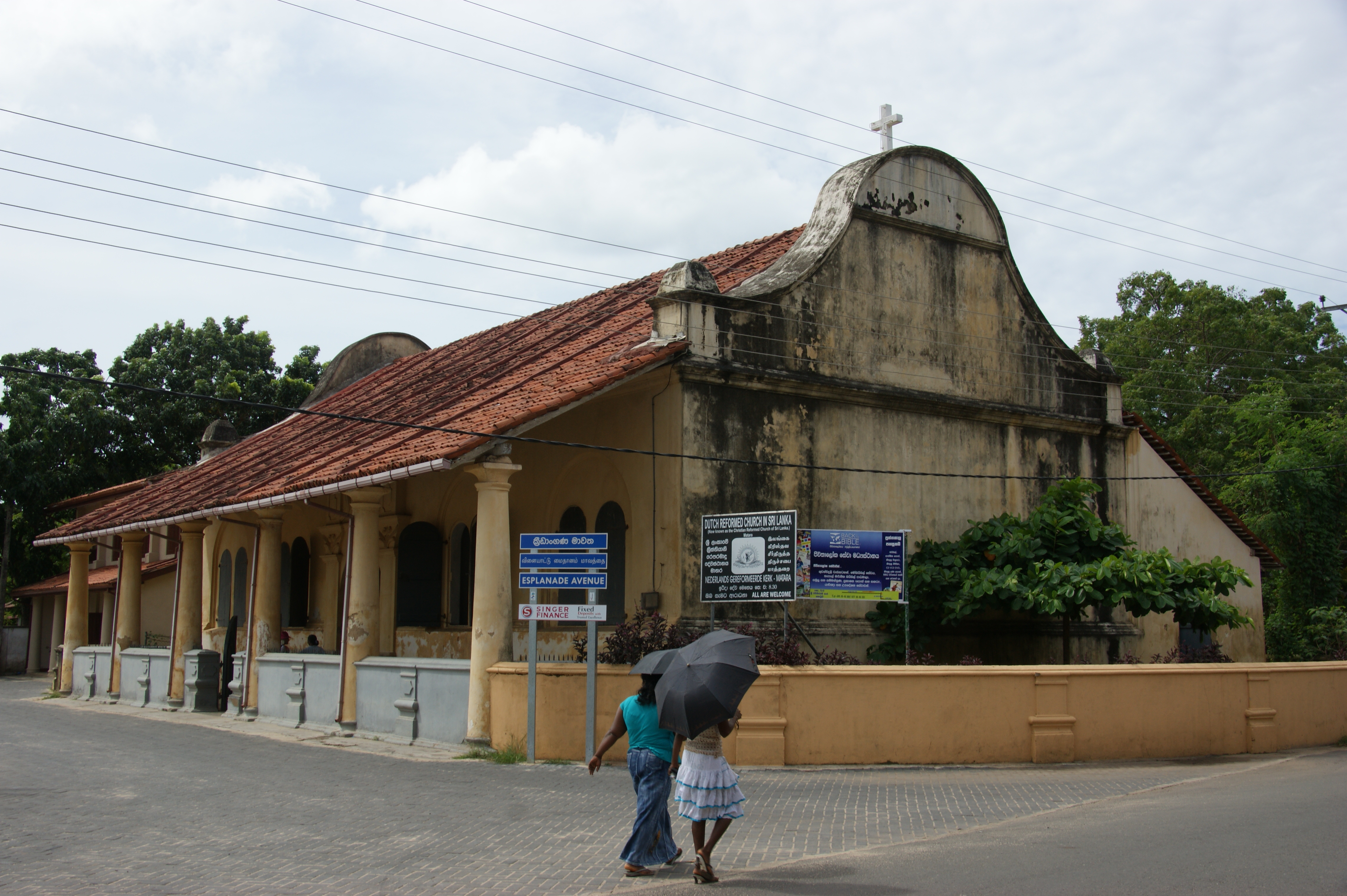
Голландская реформатская церковь Матары

Название «матара» означает «Большой паром» и, вероятно, происходит из тамильского языка от слова «маттурай», что означает «большой морской порт» или «большая крепость». Также считается, что слово происходит от неправильного произношения слова «матора» португальцами, которые называли город «Матуре» или «Матурай» в 1672 году. Коренное слово «матора» также может происходить от словосочетания «мага тера», что означает место, где пересекалась Большая река.
Город также называли «Мага Тота» (Мало Тота) или Мага-паттана — большой паром. Слово «магатота» может быть производным от тамильского слова «мага етара», что означает «большой брод». Сегодня река Нилвала протекает через Матару, в древности же на месте города было широкое место, где переправлялись паромы. В 1673 году голландский министр Филипп Бальдей называл город «Матуре», в 1681 году Роберт Нокс использовал название «Матура», а в 1744 году Гейдт использовал слово «Мадерон».

## История
Матара исторически принадлежит к области, которая называлась Королевством Ругуна, и являлось одним из трех королевств Шри-Ланки. По версии бхикшу Тотагамуве Шри Рагула Тера, король Веерабамапанам сделал Матару своей столицей и назвал ее «Мапатуна». Храм посреди города также был построен древними царями и является очень популярным священным местом у буддистов этого района.
В XVI и XVIII веках Матара находилась под властью португальцев и голландцев.
В 1756 году голландцы захватили Морскую провинцию и разделили ее на четыре административных округа — Сабарагамува, Сат Корли, Сатара Кореле и Матара. Среди этих округов провинция Матара занимала наибольшую площадь (по сути всю Южную провинцию вплоть до реки Калуганга). В документах, которые король Дгармапала передал голландцам, было указано, что территория района Матара простиралась от Шри-Джаяварденепура-Котте до реки Валаве Ганга.
В 1760 году форт был успешно атакован войсками королевства Канди. Форт Матара удерживался в руках сингалов почти один год. В 1762 году голландцы отбили форт Матара без особого сопротивления. После форта Галле форт Матара был вторым по значению фортом для южных морских провинций Голландского Цейлона и командной базой для некоторых внутренних фортов.
В 1796 году форт был торжественно передан англичанам. Голландскую и английскую культуру и архитектуру все еще можно увидеть по всей местности. Маяк Дондра был построен голландцами и считается одним из красивейших и старейших маяков Шри-Ланки. Две крепости, форт Матара и форт Стар, которые были построены голландцами, можно увидеть в городе. Другие важные колониальные памятники архитектуры — церковь Св. Марии и площадь рынка Нуп.
Наиболее известными мыслителями, которые жили в этом районе, были Кумаратунга Мунидаса и Гаджаман Нона. Этническая большинство Матары — сингалы; в течение XVI и XVII веков в этот район прибыли ларакаллы (мавры) как торговцы из Аравии. Сегодня их потомки мирно сосуществуют с сингалами, будучи этническим меньшинством.

## Памятники архитектуры

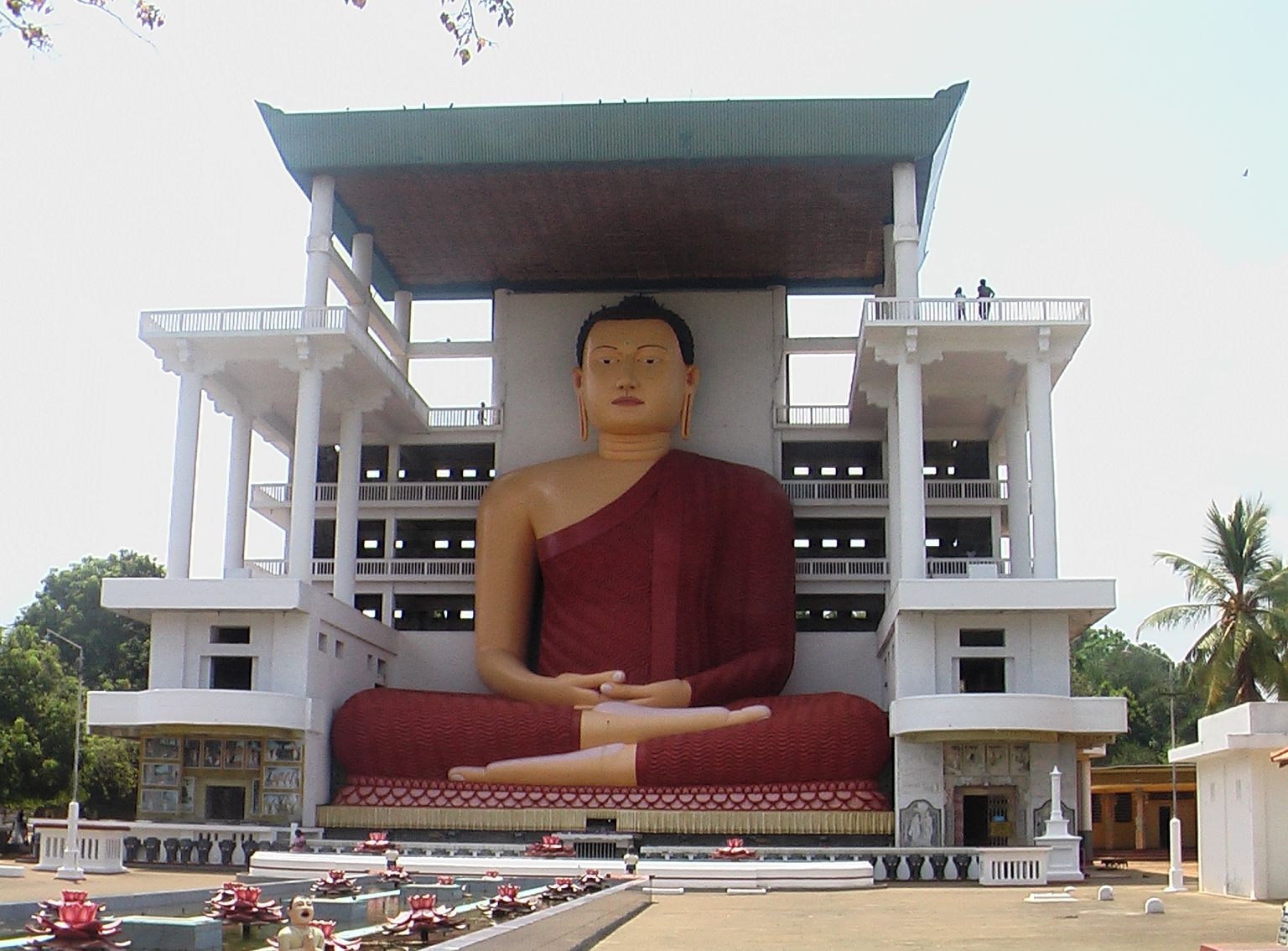
Храм Вегерагена

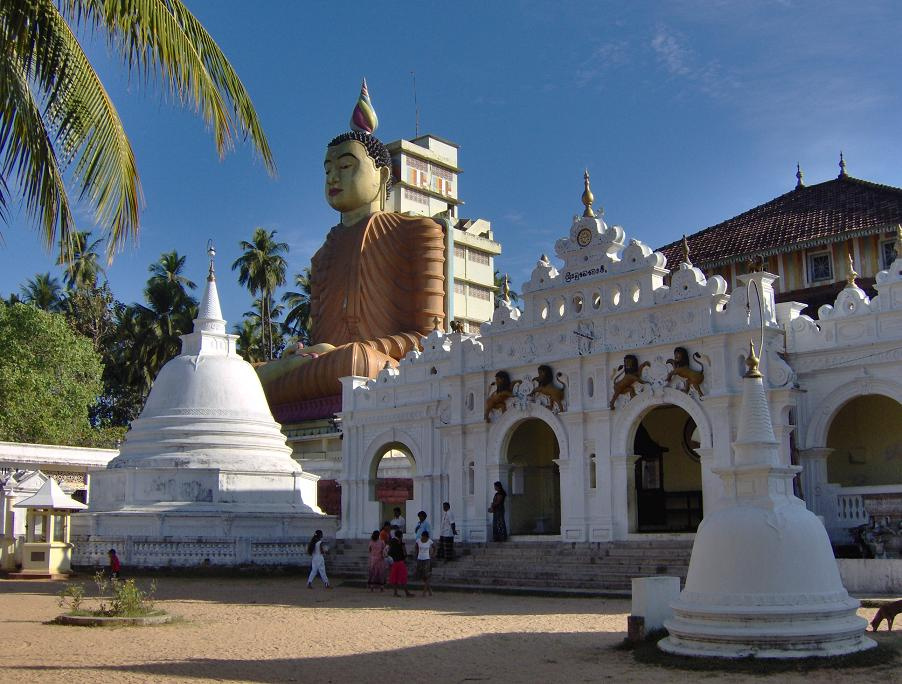
Вевуруканнала Вигарая

Матара — город с бурно развивающейся экономикой, почти не имеет туристических достопримечательностей, что в определенной степени позволяет увидеть современную жизнь Шри-Ланки. Главными достопримечательностями Матары являются валы, голландская архитектура, хорошо сохранившийся форт и уличная жизнь.
- Парей Дэва (Камень в воде) или храм Парави Дупата — относительно современный буддийский храм на острове Пиджин в предместье Матары. До него можно добраться по вантовому мосту, который был построен в 2008 году, (заменив более ранний мост, уничтожен цунами в 2004 году). Храм оформлен из привлекательных садов и вмещает многочисленные статуи Будды и якобы копию отпечатка следа Шивы, найденного на Пике Адама.
- Храм Верагампита Раямага Вигарая
- Матара Бодгия — буддийский храм, который является местом священного фигового дерева.
- Форт Матара/валы: Форт Матар был построен в 1560 году португальцами и основательно восстановлен голландцами в 1640 году после захвата Галле. Форт, который состоит из больших оборонных стен, занимает мыс, который отделяет лагуну реки Нилвала и океан.
- Голландская реформатская церковь Матары была сооружена в пределах форта Матара голландцами в 1706 году. В значительной степени реконструирована в 1767 году после повторного захвата форта в 1762 году[5].
- Форт Стар находится на западной стороне реки Нилвали. Форт был построен голландцами после восстания Матара 1761 года, чтобы защитить главный форт от нападений со стороны реки. Строительство уникальной крепости-звезды было завершено в 1765 году.
- Старый рынок Нуп был построен голландцами в 1784 году, примерно в трех километрах от форта Матара[6].
- Церковь Св. Марии. Дата на дверях (1769) указывает на перестройку храма после восстания Матара 1762 года.

## Образование

### Университеты
- Университет Ругуна
- Шри-Ланкийский открытый университет (региональный центр)
- Шри-Ланкийский институт информационных технологий (региональный центр)

## Экономика и инфраструктура

### Транспорт

#### Воздушный
Ближайший к городу аэропорт Мавелла-Лагун находится в 26 километрах от центра города Матара. Осуществляет только внутренние рейсы. Другой также локальный аэропорт Коггала находится в 28 километрах.

#### Железная дорога
Железнодорожная станция Матара — конечная линия прибрежной линии Шри-Ланкийской железной дороги, планируется продление линии до Катарагами.

#### Автодороги
Матара — важный транспортный узел страны. Шоссе А2 проходит через город. Город также является южным концом второго отрезка южной скоростной дороги Е01, открытой с марта 2014 года.

## Интересные факты
В окрестностях города впервые был найден бесцветный циркон. И в дальнейшем закрепилось название матарский алмаз или матара (матура) алмаз.

## Ссылка
- История города Матара
- Окружной секретариат Матары